# Bruno Spriet
Bruno Spriet (1987) is een Belgisch theoloog.

## Carrière
Bruno Spriet studeerde religiewetenschappen en godgeleerdheid. Vervolgens deed hij de 'Advanced Studies in Theology and Religion' aan de Katholieke Universiteit Leuven. Hij studeerde ook aan de Vlerick Business School en aan de Bayes Business School in Londen. In zijn studententijd was hij preses van Katechetika, een kring voor studenten die dezelfde studie volgden.
In 2012 werd hij medewerker bij Porticus, de filantropische organisatie van de ondernemersfamilie Brenninkmeijer (C&A). Hij werd verantwoordelijk voor Belgische projecten op het gebied van kerk en geloof, en van migratie en onderwijs. Vanaf 2016 werd hij hoofdzakelijk internationaal actief, als beheerder van een internationaal programma dat een synodale Kerk stimuleert en een wereldwijde strategie ontwikkelt voor interreligieuze dialoog en oecumene, alsook voor spirituele vorming binnen de katholieke kerk.
Van 2012 tot 2017 was hij ook voorzitter van Suyana Peru vzw, een organisatie die zich bekommert om kwetsbare mensen, vooral vrouwen en kinderen, in de sloppenwijken van Lima.
Hij is lid van de christelijke denktank Logia en publiceert opinies, onder meer in Knack.

### Bisschoppenconferentie
In oktober 2022 werd Spriet benoemd tot secretaris-generaal van de Belgische bisschoppenconferentie, met ingang op 13 maart 2023. Als eerste leek volgde hij Mgr. Herman Cosijns op, die met emeritaat ging. Zijn hoofdopdracht betrof het voorbereiden en opvolgen van de beslissing van de bisschoppenconferentie.

## Privé
Bruno Spriet is gehuwd en vader van drie kinderen.